# Župnija Ljubljana - Zadobrova
Župnija Ljubljana - Zadobrova je rimskokatoliška teritorialna župnija dekanije Ljubljana - Moste nadškofije Ljubljana.
Župnijska cerkev je cerkev sv. Tomaža.